# 니코스 다비자스
니콜라오스 "니코스" 다비자스(그리스어: Νικόλαος "Νίκος" Νταμπίζας, 1973년 8월 3일, 아민타이오 ~ )는 은퇴한 그리스의 프로 축구 선수로, 현역 시절에 뉴캐슬 유나이티드, 레스터 시티, 올림피아코스, 그리고 라리사에서 수비수로 활약했었다. 그는 UEFA 유로 2004를 거둔 그리스 국가대표팀의 일원이었다.

## 선수 경력

### 폰티오이 베리아스
다비자스는 축구와 함께 부친의 업무 보조를 병행했다. 그는 프로 축구 선수가 되는 꿈을 꾸지도 않았으나, 16살때 축구에 처음 접하게 되었다. 그러나, 운명적으로 그에게는 다른 계획이 있었다. 그는 1년동안 인근 아미데오의 아마추어 구단인 헤르메스에서 활약했었고, 이는 그가 감마 에트니키 클럽으로부터 프로 계약 제의를 받는데에 이르었고, 그는 18살의 나이에 폰티오이 베리아스에 합류해 3시즌을 활약하였고, 이 중 1년을 3부리그에서, 나머지 2년을 2부리그에서 보냈다. 그는 21세로 성장하자 축구 선수로써의 분수령을 넘게 되었다. 그는 그리스의 대표 구단들 중 하나인 올림피아코스로부터 제의를 받았다.

### 올림피아코스
그는 피레아스로 이주해 자신의 새 클럽이 10년동안 우승하지 못했던 알파 에트니키를 2차례 우승하도록 도왔다. 그는 처음으로 UEFA 챔피언스리그 경기에도 나가보았다. 올림피아코스에서의 3시즌 반 후, 그는 뉴캐슬 유나이티드로부터 제의를 받았고, 프리미어리그에서의 잉글랜드 축구의 경험 기회를 가지게 되었다.

### 뉴캐슬 유나이티드
1998년 3월, 다비자스는 £2M의 금액에 뉴캐슬 유나이티드와 계약했다. 그의 계약 기간은 4년으로, 2001-02 시즌에 만료될 예정이었으나, 그 전에 연장함으로써, 다비자스는 팀에 2004년 6월까지 남게 되었다. 그는 2002년 2월 24일, 스타디움 오브 라이트에서 열린 선덜랜드와의 타인 위어 더비 원정 경기에서 결정적인 1-0 결승골을 득점했다. 뉴캐슬 유나이티드에서 활약하던 시절, 그는 1998년과 1999년 FA컵 결승전에 모두 출전했었다.
2003년 봄부터 1군 명단에서 제외된 다비자스는 이적하는 것 외에 다른 방법이 없었다. 차량 사고는 그가 여름 이적시장에 둥지를 옮기는 것을 막았다. 그러나, 새 시즌이 시작되고서 출전 기회를 전혀 얻지 못하자, 이적에 대한 결정이 강행되었다. 그는 2004년 1월에 레스터 시티에 합류하기로 합의를 보았다.

### 레스터 시티와 UEFA 유로 2004
다비자스는 프리미어리그 잔류를 목표로 하는 레스터에서 주전으로 활약했으나, 끝내 목표를 달성하지 못하고 챔피언십으로 강등되었다. 이 시즌은 결과론적으로 실망스러운 시즌이었으나, 긑은 아니었다. 다비자스는 UEFA 유로 2004에 그리스 선수단으로 참가했으나, 부상으로 인해 출전 기회를 잡지 못하였다. 모두의 예상을 뒤엎고, 그리스는 대회 우승을 거두었고, 시즌을 반전 끝에 마쳤다. 강등에 따라 팀을 자유롭게 떠날 수 있는 조항이 있었으나, UEFA 유로 2004이후에도 다비자스는 레스터 시티 잔류를 결정했다. 다비자스는 레스터에서 2차례 득점을 기록했는데, 한번은 셰필드 유나이티드전에서, 다른 한번은 찰튼 애슬레틱과의 FA컵 경기에서 기록했다.

### 라리사
다비자스는 2005년 5월에 계약이 만료된 후 레스터에서 방출되었다. 2005년 8월, 그는 라리사와 3년 계약을 체결했다. 2007년 그는 라리사에서 두번째 그리스 컵을 우승하였는데, 결승전에서 주장 완장을 차고 개인적으로 우수한 활약을 펼쳤다. 다비자스는 UEFA컵에 참가해 조별 리그까지 진출했으나, 블랙번 로버스에 패해 탈락했다. 2008-09 시즌, 팀은 수페르리가에서 5위로 마감해 UEFA 유로파리그 진출권을 획득했으나, KR과의 2차 예선전에서 패하면서 (1-1, 0-2) 탈락했다. 이 시기에 다비자스는 그리스 국가대표팀 일원으로 함께 UEFA 유로 2004를 우승했던 동료인 스텔리오스 베네티디스와 스텔리오스 얀나코풀로스와 재회했고, 전 뉴캐슬 유나이티드 팀동료인 로랑 로베르도 만났다. 2009-10 시즌에 부진하게 시작한 후, 라리사는 중위권으로 시즌을 마치게 되었고, 다비자스는 1년 계약을 연장했고, 그에 따라 그는 라리사에서 가장 오랜 기간 머물고, 가장 많은 경기에 출전하게 되었다. 그는 2011년에 은퇴를 선언했다.

## 수상

### 클럽
올림피아코스
- 수페르리가 엘라다: 1996-97, 1997-98

라리사
- 그리스 컵: 2006-07

### 국가대표팀
그리스
- UEFA 유럽 축구 선수권 대회: 2004